# شهرداری سمیچ
شهرداری سمیچ (به لاتین: Municipality of Semič) یک منطقهٔ مسکونی در اسلوونی است که در اسلوونی واقع شده‌است. شهرداری سمیچ ۱۴۶٫۷ کیلومتر مربع مساحت و ۳٬۷۱۰ نفر جمعیت دارد.